# 陆在易
陆在易（1943年—），男，浙江余姚人，中华人民共和国作曲家，曾任中国音乐家协会副主席、顾问。代表作品有《祖国，慈祥的母亲》、《桥》、《盼》、《家》、《我爱这土地》、《望乡词》等。

## 生平
陆在易1955年考入上海音乐学院附中学习钢琴，3年后转学作曲，高中期间完成其首部作品《一片茶叶一片心》（女声合唱），1962年升入上海音乐学院作曲系，师从黎英海、刘福安等，1967年毕业后留校任教，1973年调入上海京剧院，此后参与了十余部现代京剧的音乐创作，1981年调到上海乐团，后曾任上海市音乐家协会主席。